# Чанконабе
Чанконабе (ちゃんこ鍋) — різновид набемоно. Чанконабе насамперед відомий як улюблена страва борців сумо.

## Короткий опис
Чанконабе — ситний набемоно, який готується з птиці, морепродуктів, овочів (дайкон, енокі, китайська капуста, пак-чой, шиїтаке тощо), що відварюють у бульйоні.
Крім того, часто використовуються інгредієнти, багаті білком і вуглеводами, такі як картопля, рис, локшина або тофу. Все це створює висококалорійний айнтопф, який сприяє бажаному набору ваги в сумо.
Чанконабе вживають борці сумо майже щодня, а такий відомий борець, як Конішікі Ясокічі, з'їдає «10 великих тарілок» чанконабе під час обіду. У залі сумо прийнято, що найкращі борці першими їдять чанконабе, а новачкам доводиться задовольнятися залишками: це створює додатковий мотиваційний фактор. Іноді успішні борці сумо після закінчення кар'єри відкривають власні ресторани чанконабе.
Чанконабе традиційно використовує лише м'ясо птиці (тобто м'ясо двоногих тварин), м'ясо від чотирилапих тварин ніколи не використовується. Метафоричним поясненням тут є те, що борець сумо повинен завжди стояти на двох ногах, оскільки опинившись на чотирьох він програвав.